# Риччи, Леон Казимир
Лео́н Казими́р Ри́ччи (пол. Leon Kazimierz Ricci; (1856, Королевство Галиции и Лодомерии, Австро-Венгрия — 1933, Львов) — староста, маршалек (спикер) старосамборского повята, почетный гражданин городов Старого Самбора, Старой Соли и Хырова.

## Биография

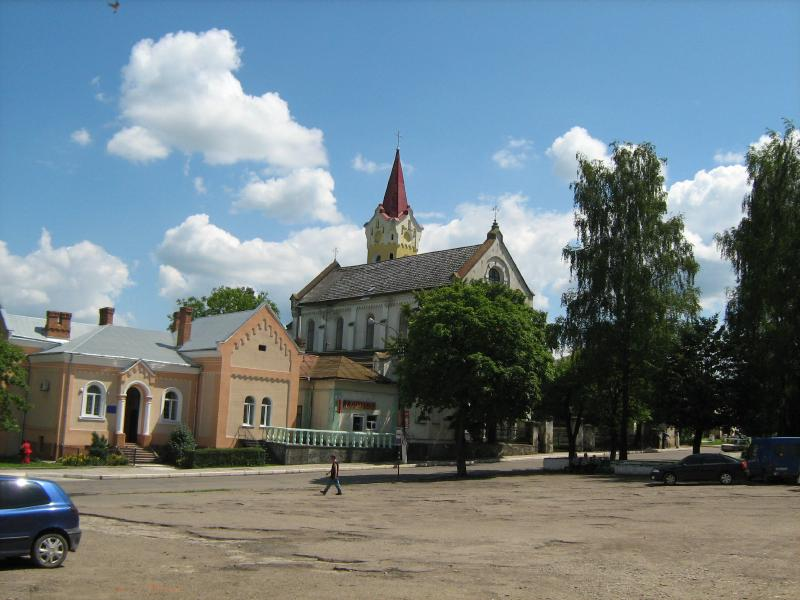
Костёл в Старом Самборе

Был сыном выходца из тех районов Италии (Южный Тироль, Венеция), которые в то время, как и Галиция, входили в состав Австро-Венгерской империи. Семья его вскоре вошла в состав львовского патрициата, а старший брат Томаш погиб, участвуя в польском восстании 1863 г.
К заслугам Леона Риччи можно отнести восстановление прежнего костёла в Старом Самборе, постройку дома священника и начальной школы, создание детского приюта, который опекали сестры-монашки. По его инициативе и поддержке было возведено здание «Сокола».
За эти и другие многочисленные заслуги ему было предоставлено звание Почетного гражданина трех западноукраинских городов.
Умер во Львове и похоронен на Лычаковском кладбище.

## Ссылка
- Z WŁOSKIEJ ZIEMI DO NASZEJ